# 日本長片盾介殼蟲
日本長片盾介殼蟲（学名：Lopholeucaspis japonica）为盾介殼蟲科長片盾介殼蟲屬下的一个种。